# تیاگو دوترا
تیاگو دوترا (به پرتغالی: Tiago da Silva Dutra) هافبک اهل برزیل است که در شهر Gravataí و در تاریخ ۱۷ سپتامبر ۱۹۹۰ به دنیا آمده‌است.
تیاگو دوترا در تیم‌های فوتبال Grêmio سابقهٔ حضور دارد.